# Grand Prix de Lillers-Souvenir Bruno Comini 2018
La 53e édition du Grand Prix de Lillers-Souvenir Bruno Comini a eu lieu le 4 mars 2017. Elle fait partie du calendrier UCI Europe Tour 2018 en catégorie 1.2. La course est remportée par le Français Jérémy Lecroq (Vital Concept) avec un temps de 4 h 19 min 51 s. Il est suivi à une seconde par son compatriote Yoann Paillot (Saint Michel-Auber 93) et à quinze secondes par le Belge Alfdan De Decker (Lotto-Soudal U23). 

## Équipes
| Unknown team category |
|                       |

## Classements

### Classement final
La course est remportée par le Français Jérémy Lecroq (Vital Concept) qui a parcouru les 186 kilomètres en 4 h 19 min 51 s, soit à une vitesse moyenne de 42,95 kilomètres par heure. Il est suivi à une seconde par son compatriote Yoann Paillot (Saint Michel-Auber 93) et à quinze secondes par le Belge Alfdan De Decker (Lotto-Soudal U23). Sur les cent-vingt-cinq coureurs qui prennent le départ, cinquante-huit finissent la course.
| \| Classement général \| Classement général \| Classement général \| Classement général \| Classement général \| \| Coureur \| Coureur \| Pays \| Équipe \| Temps \| \| ------------------ \| ------------------ \| ------------------ \| ----------------------- \| ------------------ \| \| 1er \| Jérémy Lecroq \| France \| Vital Concept \| 4 h 19 min 51 s \| \| 2e \| Yoann Paillot \| France \| Saint Michel-Auber 93 \| + 1 s \| \| 3e \| Alfdan De Decker \| Belgique \| Lotto-Soudal U23 \| + 15 s \| \| 4e \| Pierre Idjouadiene \| France \| Roubaix Lille Métropole \| + 15 s \| \| 5e \| Jérôme Baugnies \| Belgique \| Wanty-Groupe Gobert \| + 41 s \| \| 6e \| Julian Mertens \| Belgique \| Lotto-Soudal U23 \| + 41 s \| \| 7e \| Andrea Pasqualon \| Italie \| Wanty-Groupe Gobert \| + 48 s \| \| 8e \| Kévin Van Melsen \| Belgique \| Wanty-Groupe Gobert \| + 49 s \| \| 9e \| Darragh O'Mahony \| Irlande \| \| + 58 s \| \| 10e \| Mario Spengler \| Suisse \| Leopard Pro Cycling \| + 58 s \| |                    |          |                         |                 |
| |                    |          |                         |                 |
| Source : ProCyclingStats |                    |          |                         |                 |
| Classement général |                    |          |                         |                 |
| Coureur | Coureur            | Pays     | Équipe                  | Temps           |
| 1er | Jérémy Lecroq      | France   | Vital Concept           | 4 h 19 min 51 s |
| 2e | Yoann Paillot      | France   | Saint Michel-Auber 93   | + 1 s           |
| 3e | Alfdan De Decker   | Belgique | Lotto-Soudal U23        | + 15 s          |
| 4e | Pierre Idjouadiene | France   | Roubaix Lille Métropole | + 15 s          |
| 5e | Jérôme Baugnies    | Belgique | Wanty-Groupe Gobert     | + 41 s          |
| 6e | Julian Mertens     | Belgique | Lotto-Soudal U23        | + 41 s          |
| 7e | Andrea Pasqualon   | Italie   | Wanty-Groupe Gobert     | + 48 s          |
| 8e | Kévin Van Melsen   | Belgique | Wanty-Groupe Gobert     | + 49 s          |
| 9e | Darragh O'Mahony   | Irlande  |                         | + 58 s          |
| 10e | Mario Spengler     | Suisse   | Leopard Pro Cycling     | + 58 s          |

### Classements UCI
La course attribue aux coureurs le même nombre des points pour l'UCI Europe Tour 2018 et le Classement mondial UCI.
| Position           | 1er | 2e | 3e | 4e | 5e | 6e | 7e | 8e à 10e |
| Classement général | 40  | 30 | 25 | 20 | 15 | 10 | 5  | 3        |